# ロニー・メイン
"ムーンドッグ" ロニー・メイン（"Moondog" Lonnie Mayne、本名：Ronald Doyle Mayne、1944年9月12日 - 1978年8月13日）は、アメリカ合衆国のプロレスラー。カリフォルニア州フェアファクス出身。
ボサボサに伸ばしたブロンドの髪と髭、凶器に使用する動物の骨など、ムーンドッグ・スタイルの先駆的存在となった狂乱ファイターである。電球を食い、金魚を飲み込むパフォーマンスでも知られた。

## 来歴
デビュー後は太平洋岸北西部のオレゴン州やワシントン州をサーキット・エリアとするNWA傘下団体、パシフィック・ノースウエスト・レスリング（PNW）にて活動。1966年3月にはロニー・メインのリングネームで日本プロレスに初来日、『第8回ワールドリーグ戦』の予選でジャイアント馬場とも対戦した。
その後、ムーンドッグ・スタイルを確立し、特異なキャラクターの野獣派ヒール、ムーンドッグ・メインに変身。1967年11月28日、ポートランドにてジン・キニスキーのNWA世界ヘビー級王座に挑戦、反則負けを喫している。1968年11月は日本プロレスに再来日してブルート・バーナードと狂乱コンビを結成、12月7日に栃木県体育館にて大木金太郎&吉村道明のアジアタッグ王座に挑戦した。
主戦場のPNWでは1960年代後半から1970年代初頭にかけて、ルーサー・リンゼイ、スタン・スタージャック、マッドドッグ・バション、ロジャー・カービー、ミスター・フジなどを破り、NWAパシフィック・ノースウエスト・ヘビー級王座を再三獲得。タッグでは、マット・ボーンの父親である "タフ" トニー・ボーンとのコンビで活躍、クルト&カール・フォン・スタイガーやロイヤル・カンガルーズ（ノーマン・フレデリック・チャールズ3世&ロード・ジョナサン・ボイド）などのチームとNWAパシフィック・ノースウエスト・タッグ王座を争った。狂乱ファイトの一方でコミカルなキャラクターも支持され、ベビーフェイスのポジションでも活動していた。
1971年はハワイでも活動しており、1月12日にリッパー・コリンズと組んでビル・ロビンソン&エド・フランシスからNWAハワイ・タッグ王座を、2月24日にはフランキー・レインからNWAハワイ・ヘビー級王座をそれぞれ奪取。シングルとタッグの二冠王となり、ヘビー級王座は同年3月13日、ハワイに初登場したミル・マスカラスとも防衛戦を行った。その3日後の3月16日にはPNWの本拠地ポートランドにて、ドリー・ファンク・ジュニアのNWA世界ヘビー級王座に挑戦して引き分けている。
1973年はWWWFに進出し、1月15日にニューヨークのマディソン・スクエア・ガーデンにてペドロ・モラレスのWWWFヘビー級王座に挑戦。ブルーノ・サンマルチノやヘイスタック・カルホーンとのシングルマッチも行われた。同年7月には新日本プロレスに来日、外国人選手の招聘ルートが脆弱だった当時の新日本ではエース格となり、メインイベントでアントニオ猪木と度々対戦した。
1973年下期より地元カリフォルニアのサンフランシスコ地区に参戦、12月29日に同地区のフラッグシップ・タイトルであるUSヘビー級王座をパット・パターソンから奪取。翌1974年もパターソンやピーター・メイビア、ロッキー・ジョンソンらを相手に、同王座を巡る抗争を展開した。1975年からは南部にも進出して、ジョージアではアブドーラ・ザ・ブッチャーともタッグを結成。テキサスではベビーフェイスに転向し、1977年1月にフリッツ・フォン・エリックと組んでザ・シーク&ゲーリー・ハートと対戦している。
太平洋岸での活動も続け、1978年はサンフランシスコとロサンゼルス（NWAハリウッド・レスリング）の両テリトリーを股にかけて活動。サンフランシスコではベビーフェイスとなって観客の声援を集め、5月13日にドン・ムラコからUSヘビー級王座を奪取、6月24日にロディ・パイパーに敗れてタイトルを失うも、7月15日にパイパーを破って奪還に成功した。
ロサンゼルスではヒールに戻ってマスカラスやエル・ハルコンとも対戦、8月11日にはヘクター・ゲレロを下してアメリカス・ヘビー級王座も獲得。サンフランシスコのUS王座と合わせ、カリフォルニアの2大テリトリーにおける看板タイトルの2冠王となったが、2日後の1978年8月13日、自動車事故により死去。33歳没。
彼の死後、両タイトルは空位となり、アメリカス王座は8月25日にチャボ・ゲレロが、US王座は9月16日にバディ・ローズが、それぞれ新王者決定トーナメントを制して戴冠している。

## 獲得タイトル
パシフィック・ノースウエスト・レスリング
- NWAパシフィック・ノースウエスト・ヘビー級王座：11回[8]
- NWAパシフィック・ノースウエスト・タッグ王座：17回（w / トニー・ボーン×11、Beauregard、フランキー・レイン、ダッチ・サベージ×2、レス・ソントン、ロン・バス）[9]

NWAサンフランシスコ
- NWA USヘビー級王座（サンフランシスコ版）：3回[15]
- NWA世界タッグ王座（サンフランシスコ版）：3回（w / パット・パターソン、レイ・スティーブンス、ディーン・ホー）[20]

NWAハリウッド・レスリング
- NWAアメリカス・ヘビー級王座：2回[19]
- NWAアメリカス・タッグ王座：1回（w / ロン・バス）[21]

NWAビッグタイム・レスリング
- NWAテキサス・ヘビー級王座：1回[22]

ジョージア・チャンピオンシップ・レスリング
- NWAメイコン・タッグ王座：1回（w / ルーク・グラハム）[23]

NWAミッドパシフィック・プロモーションズ
- NWAハワイ・ヘビー級王座：1回[11]
- NWAハワイ・タッグ王座：3回（w / リッパー・コリンズ×2、スウィート・ダディ・シキ）[10]